# Rynartice
Rynartice (německy Rennersdorf) jsou vesnice a část obce Jetřichovice v okrese Děčín. Nachází se asi tři kilometry jihovýchodně od Jetřichovic. Rynartice jsou také název katastrálního území o rozloze 7,73 km².

## Historie
První písemná zmínka o Rynarticích pochází z roku 1457. Až do zrušení patrimoniální správy vesnice bývala součástí kamenického panství a od patnáctého století v ní existoval poplužní dvůr.
Po druhé světové válce bylo z obce vysídleno původní německé obyvatelstvo a vesnice se do značné míry vylidnila.

## Obyvatelstvo
Při sčítání lidu v roce 1921 ve vsi žilo 226 obyvatel (z toho 105 mužů) německé národnosti. Kromě dvou evangelíků se hlásili k římskokatolické církvi. Podle sčítání lidu z roku 1930 měla vesnice 251 obyvatel: dva Čechoslováky, 248 Němců a jednoho cizince. Většina (238 osob) byla římskými katolíky, ale tři lidé patřili k evangelickým církvím, čtyři k nezjišťovaným církvím a šest lidí bylo bez vyznání.
|                                                                       | 1869 | 1880 | 1890 | 1900 | 1910 | 1921 | 1930 | 1950 | 1961 | 1970 | 1980 | 1991 | 2001 | 2011 |
| --------------------------------------------------------------------- | ---- | ---- | ---- | ---- | ---- | ---- | ---- | ---- | ---- | ---- | ---- | ---- | ---- | ---- |
| Obyvatelé                                                             | 487  | 406  | 355  | 344  | 301  | 226  | 251  | 63   | 55   | 32   | 23   | 18   | 33   | 44   |
| Domy                                                                  | 80   | 83   | 79   | 80   | 84   | 80   | 81   | 67   | —    | 9    | 9    | 72   | 51   | 47   |
| Počet domů z roku 1961 je zahrnut v domech místní části Jetřichovice. |      |      |      |      |      |      |      |      |      |      |      |      |      |      |

## Pamětihodnosti
- Přírodní rezervace Pavlínino údolí
- Trpasličí skála na kraji vesnice
- Na Tokáni
- Dub Jiřího Marka – památný strom, roste na otevřeném prostranství lemovaném lesním porostem mimo zastavěné území[9]